# Thomas Grey, 15. Baron Grey de Wilton
Thomas Grey, 15. Baron Grey de Wilton (* 1575; † 1614 in London) war ein englischer Adliger und Militär. Er wurde wegen Verschwörung gegen Jakob I. verurteilt.

## Leben
Er war der Sohn von Arthur Grey, 14. Baron Grey de Wilton (1536–1593) und Enkel von William Grey, 13. Baron Grey de Wilton (1508/09–1562), beide Soldaten. Grey kämpfte 1588 gegen die Spanische Armada und erbte nach dem Tod seines Vaters 1593 dessen Baronstitel. 
Thomas Grey nahm 1597 an der missglückten Expedition gegen die Spanier bzw. Portugiesen auf den Azoren (Islands Expedition) von Robert Devereux, 2. Earl of Essex, teil und 1599 an den Feldzügen von Devereux in Irland, zerstritt sich aber mit diesem (er war von cholerischem Temperament) und Henry Wriothesley, 3. Earl of Southampton, da er sich nicht von Robert Cecil, 1. Earl of Salisbury, lossagen wollte. 1600 kämpfte er in Flandern gegen die Spanier und wurde in der für Moritz von Oranien siegreichen Schlacht von Nieuwpoort verwundet. 1601 war er wieder in London und geriet trotz des Verbots von Königin Elizabeth in Streit mit Southampton, worauf er sich vorübergehend im Gefängnis wiederfand. Im selben Jahr war er an der Niederschlagung des Aufstands von Essex beteiligt und an der anschließenden Verurteilung von Essex und Southampton. 1602 war er noch einmal kurz in den Niederlanden, kehrte aber enttäuscht von seinem Empfang bald darauf zurück. Nach dem Tod der Königin Elizabeth 1603 wurde er in den sogenannten Bye Plot katholischer Verschwörer und den damit verbundenen Main Plot von Henry Brooke, 11. Baron Cobham, verwickelt, Jakob I. vom Thron zu beseitigen und durch Arabella Stuart zu ersetzen. Beteiligt war auch Walter Raleigh. Grey war zwar kein Sympathisant der Katholiken, war aber gegen Jakob I., der eine Spanien-freundliche Politik betrieb. Grey wurde wie die anderen Beteiligten im Juli 1603 verhaftet und er wurde im November 1603 mit Cobham in Winchester wegen Hochverrats zum Tode verurteilt, sein Adelstitel wurde ihm aberkannt, kurz darauf aber zu Haft im Tower of London begnadigt. Er starb 1614 im Tower. Raleigh wurde 1616 freigelassen und Cobham 1618.
Mit seinem Tod erlosch der Titel Baron Grey de Wilton. Seine Güter waren konfisziert worden und sein Gut Whaddon in Cambridgeshire ging an den königlichen Favoriten George Villiers, 1. Duke of Buckingham. Das Familiengut Wilton Castle am River Wye war schon vorher 1603 an Grey Brydges, 5. Baron Chandos, veräußert worden.